# 24201 Девідкеіт
24201 Девідкеіт (24201 Davidkeith) — астероїд головного поясу, відкритий 7 грудня 1999 року.
Тіссеранів параметр щодо Юпітера — 3,544.